# Jana Vizjak
Jana Vizjak, slovenska slikarka, * 30. junij 1956, Ljubljana.

## Življenje in delo
Slikarstvo je študirala na Akademiji za likovno umetnost Univerze v Ljubljani in na Umetniški akademiji v Düsseldorfu (Kunstakademie Düsseldorf). Imela je preko 100 samostojnih in skupinskih razstav doma in v tujini. Je prejemnica številnih nagrad. V slikarstvu se posveča barvi in svetlobi. Od leta 1982 živi in dela kot svobodna umetnica. Univerza v Ljubljani ji je leta 2005 podelila priznanje pomembnih umetniških del. Leta 2006 je bila izvoljena v naziv docentka za področje slikarstva na Akademiji za likovno umetnost in oblikovanje (ALUO) Univerze v Ljubljani. V letih 2013-17 je bila predsednica Slovensko-nemškega društva štipendistov Alexander von Humbodt in Deutscher Akademischer Austauschdienst (DAAD).
Jana Vizjak se je uveljavila z ekspresivno zaznamovanimi kompozicijami, pri katerih je bila ena od osrednjih podobotvornih vlog dodeljena slikarski in risarski gesti. Inspirativni viri slikarstva Jane Vizjak so lahko različni: pejsaž, portret, avtoportret, tihožitje, religiozne téme. Slikarka ohranja realistično oziroma predmetno izhodišče, vendar ji slikarski postopek omogoča, da motive ponotranji in jih obogati s sledovi lastne notranje ubranosti. Kljub temu da je figura ali predmet pomensko in vizualno središče kompozicije, ni slikarkina pozornost nič manj usmerjena k oblikovanju celotnega slikarskega polja s postopki urejanja barvne substance, s plastenjem barvnih nanosov, ki pa kljub prosojnosti učinkujejo barvno intenzivno, opozarja umetnostni zgodovinar in likovni kritik ddr. Damir Globočnik. Palimpestni nanosi barv, ki presevajo eden izpod drugega, ustvarjajo vtis globinskega prodiranja v neskončnost in pojav notranje svetlobe v sliki, ki ga okrepi skrbno izbrana barvna lestvica, v kateri prevladujejo sveže, živahne barve.

## Nagrade in priznanja
- 1980 Študentska Prešernova nagrada
- 1982 I. diploma Ex-tempore Piran
- 1983 Odkupna nagrada Ex-tempore Piran
- 1984 III. nagrada Ex-Tempore Piran
- 1985 Priznanje Sedem sekretarjev SKOJ-a
- 1986 Prešernova nagrada mesta Celje
- 1989 Mention de jury, 21e Festival International de la Peinture, Cagnes-sur-Mer
- 1990 Grand Prix Alpe - Adria, Mednarodni grafični likovni center, Ljubljana
- 1991 Odkupna nagrada Zveze društev slovenskih likovnih umetnikov - slovenska grafika
- 1991-1993 Štipendistka DAAD - Deutscher Akademischer Austauschdienst
- 2003 5°Premio Pittura »Lorenzo de Medici«, Biennale Internationale Dell´Arte Contemporanea, Firenze
- 2005 Priznanje pomembnih umetniških del, Akademija za likovno umetnost  v Ljubljani, Univerza v Ljubljani
- 2006 Dodelitev naziva Docent za slikarstvo, Univerza v Ljubljani
- 2008 Častna nagrada Majski salon ZDSLU
- 2015 Nominacija za nagrado Prešernovega sklada za ciklus samostojnih razstav

## V medijih
- Meta Gabršek Prosenc: Razstava (in katalog) Jane Vizjak na začetku jesenske likovne sezone v Mariboru. Naši razgledi, let. 38, št. 21, 10. november 1989.
- Aleksander Bassin: Novi akvarel: Jana Vizjak: Galerija Kompas Ljubljana. Razgledi, št. 24, 20. december 1995.
- Marijan Zlobec: Pogovor z akademsko slikarko Jano Vizjak. Moje slike nagovorijo gledalca v imenu sublimnega. Revija Logos, 15. januar 2003.
- Milček Komelj: Slike Jane Vizjak. Nova revija, let. 23, št. 361/262, 2004.
- Milček Komelj: V svetlobi granatnih jabolk: Jana Vizjak. Ampak, let. 5, št. 12, dec. 2004.
- Alenka Zgonik: Pogovor z Jano Vizjak. Človek tišine sem, tišina je nekaj lepega. Nedelo, 8. maj 2005.
- Alenka Zgonik: Barva je veliko več kot snov, ki jo iztisneš iz tube. Jana Vizjak, slikarka. Delo, 2. februar 2008.
- Milček Komelj: Risbe Jane Vizjak. Nova revija, let. 28, št. 327/329, 2009.

## Monografije
- Jana Vizjak, Zoran Kržišnik: Jana Vizjak. Ljubljana: samozaložba,1989.
- Jana Vizjak: Slike / Bilder. Celje: Zavod za kulturne prireditve, Galerija sodobne umetnosti, 2001.
- Jana Vizjak: Pot srca. Celovec: Mohorjeva, 2008.
- Jana Vizjak: Herzensweg. Celovec: Mohorjeva, 2008.
- Jana Vizjak: Avtoportret : čas za slikarstvo. Kranj: Gorenjski muzej, 2012.
- Jana Vizjak, Damir Globočnik, Aljaž Pogačnik: Kreposti, krogi in portreti. Jesenice: Gornjesavski muzej; Kranj: Gorenjski muzej; Radovljica: Muzeji radovljiške občine, 2018.